# Acantholycosa aborigenica
Acantholycosa aborigenica är en spindelart som beskrevs av Alexander A. Zyuzin och Yuri M. Marusik 1988. Acantholycosa aborigenica ingår i släktet Acantholycosa och familjen vargspindlar. Inga underarter finns listade i Catalogue of Life.